# Ahí está el detalle
Ahí está el detalle ist ein mexikanischer Film aus dem Jahr 1940, bei dem Juan Bustillo Oro Regie führte. Die Filmkomödie erzählt die Geschichte von Cantinflas, der von seiner Freundin Pacita darum gebeten wird, den bösartigen Hund Bobby zu töten. Pacitas Angestellte Dolores und Cayetano bekommen dies mit und denken, dass sie den Verbrecher Bobby meint, der Dolores erpresst und den Beinamen Der Foxterrier hat. Cantinflas wird festgenommen und vor Gericht gebracht. Er denkt, dass er für die Tötung des Hundes angeklagt wird, weshalb er gesteht. In Folge wird er zum Tode verurteilt. Zur Vollstreckung des Todesurteils kommt es jedoch nicht, da sich der wahre Mörder stellt.
Der Film Ahí está el detalle wurde von der Gesellschaft Grovas-Oro Films produziert. Er war auch international erfolgreich und wurde unter dem Titel You’re Missing the Point in den Vereinigten Staaten ausgewertet. Ahí está el detalle war der erste Langfilm, in dem Mario Moreno der Hauptdarsteller war. Unter seinem Rollennamen Cantinflas erlangte er Berühmtheit und verwendete diesen in der Folge synonym zu seinem Namen und auch als Charakter in weiteren Filmen. In diesem Film veränderte er Juan Bustillo Oros herkömmlichen Humor, indem er – statt hochgestochenes Spanisch zu verwenden – sich sprachlich und auch in seinem Auftreten als ein Mann aus dem einfachen Volk präsentierte. In der die Jahre 1919 bis 1992 umfassenden Liste der 100 besten mexikanischen Filme, die von 25 Filmkritikern, Filmemachern und Historikern erstellt und am 16. Juli 1994 im Magazin Somos veröffentlicht wurde, nimmt Ahí está el detalle den zehnten Platz ein. 1950 wurde das Remake Vivillo desde chiquillo gedreht.